# Technischer Redakteur
Der Technische Redakteur konzipiert, erstellt und aktualisiert technische Dokumentationen, wie beispielsweise Bedienungsanleitungen, Installations- und Montageanleitungen und Schulungsunterlagen oder Online-Hilfen. Zunehmend arbeiten Technische Redakteure unternehmensintern und verfassen z. B. Pflichtenhefte und Spezifikationen oder kümmern sich entwicklungsbegleitend um Terminologie oder Bedieneroberflächen.
Die Berufsbezeichnung „Technischer Redakteur“ wurde von der Gesellschaft für Technische Kommunikation mit der Bundesagentur für Arbeit vereinbart. Wesentlich beeinflusst wurde die Entscheidung vermutlich durch den internen Sprachgebrauch bei Siemens. Daneben sind viele andere Bezeichnungen anzutreffen (z. B. „Technischer Autor“, „Technikredakteur“, „Fachredakteur“, „Dokumentationsingenieur“, „Technical Writer“, „Technical Editor“, „Ingenieur für technisches Schrifttum“).
2016 gab es in Deutschland etwa 85.000 hauptamtliche Technische Redakteure. Ein Großteil der Dokumentationen wird jedoch von Personen verfasst, die eigentlich andere Hauptaufgaben haben, so dass das Berufsbild des Technischen Redakteurs vielen Unternehmen unbekannt ist.

## Geschichte

### Ursprünge
Obwohl es die Berufsbezeichnung „Technischer Redakteur“ erst sehr kurze Zeit gibt, ist die Tätigkeit sehr alt. Die Funktion des Technischen Redakteurs wurde früher hauptsächlich von Schreibern und Künstlern übernommen.
Schon in vorchristlichen Zeiten wurden in gewissen Formen technische Dokumentationen erstellt. Alte ägyptische Quellen (ca. 1000 v. Chr.) belegen die Existenz von Technikbeschreibungen, also die Beschreibungen der Ausübung einer Technik. An den Königsgräbern bei Theben hinterließen die dort beschäftigten Arbeiter Dokumentationen ihrer Arbeit, beispielsweise die Abbildung eines gebückten Arbeiters vor einer Feuerstelle, die mit den Worten „In den Ofen blasen“ versehen ist.
Im 2. Jahrtausend v. Chr. wurden Grundrisse einfacher rechteckiger Häuser maßstabsgetreu vor Baubeginn in den Boden geritzt. Für komplexere Bauten, wie beispielsweise Tempel, wurde ein proportional verkleinerter Entwurf angefertigt. Derartige Entwürfe existieren noch und belegen frühe Formen der technischen Dokumentation in der Architektur.
Das „Feuerwerkbuch“ von 1420 ist das erste bekannte technische Buch in deutscher Sprache. Es beschreibt die Herstellung von Feuerwaffen und Pulvermischungen, liegt in verschiedenen Fassungen wie der niederdeutschen Bearbeitung durch Hans Schulte im 15. Jahrhundert vor, wurde inhaltlich in anderen pyrotechnischen Werken bereits um 1480 aufgenommen, wurde erstmals 1529 durch Heinrich Steiner in Augsburg gedruckt und in den späten 1530er Jahren durch Jakob Pinchwanger aus Memmingen erweiternd bearbeitet.
Leonardo da Vinci gilt als Erfinder der „Explosionszeichnung“. Das Neue daran ist, dass er nicht nur die äußere Beschaffenheit der Maschine darstellt, sondern deren Funktionsweise auf zeichnerische Weise erklärt. Da Vincis Konstruktionszeichnungen stellen präzise technische Erläuterungen seiner Kriegsgeräte und Flugmaschinen dar. So ist es guten Handwerkern der damaligen Zeit möglich, Leonardos Maschinen nachzubauen. Damit war er seinen Zeitgenossen weit voraus.
Die technische Dokumentation des 16. Jahrhunderts vermittelt Handlungsabläufe, indem sie innerhalb eines Bildes unterschiedliche Tätigkeiten komprimiert wiedergibt, auch wenn sie nacheinander ausgeführt werden.
1528 führte Albrecht Dürer mit der Dreitafelprojektion eine neue Form der technischen Dokumentation ein. Sie stellt die Proportionen des menschlichen Körpers von verschiedenen Seiten perspektivisch dar.
Der Schriftsteller Franz Kafka schrieb 1909 eine Unfallverhütungsmaßregel bei Holzhobelmaschinen.
Mit der Elektrifizierung der Haushalte in den 50/60er Jahren des 20. Jahrhunderts entstand Erklärungsbedarf für die Funktionsweise dieser Geräte. Erstmals wandten sich Gebrauchsanweisungen auch an Laien und nicht nur an technische Fachleute. In diesen Gebrauchsanweisungen wurden vermehrt Fotografien zur Verdeutlichung von authentischem Geschehen eingesetzt.

### Heutiger Stand
Teilweise werden Gebrauchsanleitungen und andere Bestandteile der Technischen Dokumentation aus juristischer Sicht (z. B. nach Produkthaftungsrecht) als Teil des Produkts betrachtet. Die entsprechenden Gesetze, Normen und Richtlinien stellen die Rahmenbedingungen für die Arbeit des Technischen Redakteurs dar.
Gleichzeitig werden die Produkte immer stärker auf individuelle Bedürfnisse zugeschnitten: Der Anwenderkreis wird kleiner, die Spezialisierung größer. Dadurch muss auch der Technische Redakteur immer komplexeren Anforderungen genügen.

## Berufsbild

### Tätigkeitsbeschreibung
Der Technische Redakteur beschreibt Produkte in verständlicher Sprache und macht sie so dem Nutzer zugänglich. Er fungiert demnach als „Mittler“ zwischen Produkthersteller und Anwender. Während sich die Tätigkeit in der Vergangenheit hauptsächlich auf die Dokumentation technischer Produkte beschränkte, ist der Technische Redakteur heute für das gesamte Informationsmanagement zuständig. Ihm unterliegt die betriebliche Planung der Informationsbereitstellung, er stellt allen Zielgruppen entlang des Produktlebenszyklus das benötigte Wissen zur Verfügung und vermittelt zwischen den Abteilungen und zwischen Hersteller und Kunden.
Auf Grund seiner fachlichen und didaktischen Fähigkeiten ist er in der Lage, den komplexen technischen Inhalt verständlich, gegenstands- und zielgruppengerecht, übersichtlich und in logischer Form sachlich richtig darzustellen. Dazu muss er die Fähigkeit besitzen, technische Gegebenheiten aus verschiedenen Gesichtspunkten betrachten zu können, sowohl aus der Sicht des Entwicklers als auch aus der Sicht des Anwenders. Im Idealfall kann er aus der Blickrichtung des Anwenders korrigierend Einfluss auf die Entwicklung nehmen. Durch immer schnellere Entwicklung der Informations- und Kommunikationstechnologie ist der Technische Redakteur neben der Erstellung von Druckerzeugnissen auch für die Erstellung und Publikation von Produktinformationen auf verschiedenen elektronischen Medien und Formaten (Smartphones, Tablets, Apps, maschinenintegrierten Monitoren etc.) zuständig.
Die Tätigkeit des Technischen Redakteurs umfasst die Zeitplanung der zu erstellenden Dokumente (Termine, Personal, Auftragsvergabe an andere Stellen oder Unternehmen, Kosten und Arbeitsmittel), Analysieren (Zweck-, Produkt- und Zielgruppenanalyse, Prüfung rechtlicher Bedingungen, sicherheitsrelevanter Aspekte), Sammeln und Selektieren von Informationen, Bewertung und Systematisierung des vorhandenen Materials. Auswahl des geeigneten Mediums (Online, Print, CD-ROM u. a.), Konzipieren (endgültiges Festlegen des Gesamtkonzepts, der einzelnen Teile, der Realisierungsschritte), Erstellen des Endmanuskriptes (Verfassen der Texte, Erstellen der zugehörigen Grafiken, Bilder, Illustrationen und Fotos; Übersetzungen in andere Sprachen), interner Praxistest, Korrekturlauf, Endkorrektur, Vorbereitung, Veranlassung und Überwachung der Herstellung (wie Satz, Druck), Aktualisieren, Ändern, Überarbeiten, Archivieren und Verwalten der erstellten Dokumentationen. Die hierfür erforderlichen Kompetenzen sind in dem Kompetenzrahmen des Fachverbands für Technische Kommunikation, tekom e. V. ausführlich beschrieben.
Damit Anwenderdokumentation ihre Funktion als Kommunikationsmittel erfüllen kann, muss sie sehr hohen Qualitätsanforderungen bezüglich Inhalt und Gestaltung gerecht werden. Sie muss deshalb mit Professionalität erstellt werden. Das zu erreichen und zu verwirklichen ist Aufgabe des Technischen Redakteurs – er muss die jeweils geeigneten Instrumente der Anwenderkommunikation im Hinblick auf Produkt und Zielgruppe auswählen und sie in ein geschlossenes Gesamtkonzept einbinden.

### Arbeitsmittel
Technische Redakteure arbeiten in der Regel an Büroarbeitsplätzen. Einfache, kleine Dokumentationen können mit Standard-Office-Programmen erstellt werden. Für komplexere Aufgaben und effizientes Arbeit sind jedoch DTP-Programme besser geeignet, da sie mehr Möglichkeiten für die Erstellung, Gestaltung, Automation und Verknüpfung von Dokumenten bieten.
Häufig werden strukturierte Daten (wie XML) und Content-Management-Systeme eingesetzt, um strukturierte Erfassung, modularisierten Aufbau und Wiederverwendbarkeit von Elementen zu ermöglichen oder zu erzwingen. Darüber hinaus werden zunehmend „Authoring Memory“-Systeme eingesetzt, die den Redakteur bei der konsistenten Formulierung unterstützen. Dabei müssen die einzelnen Elemente weitgehend kontextneutral formuliert werden. Der Wechsel auf solche Systeme erfordert daher eine Umstellung der Denk- und Arbeitsweise, eine gründliche Vorbereitung und häufig eine komplette Überarbeitung bestehender Dokumente.
Technische Redakteure greifen auch auf CAD-Programme, Software-Entwicklungswerkzeuge oder Grafikprogramme zurück, um gelieferte Daten aufzubereiten und zu verarbeiten.
Im Zuge der zunehmenden Internationalisierung müssen die meisten Dokumente in verschiedene Sprachen übersetzt werden. Dazu benötigt der Technische Redakteur Wissen über übersetzungsgerechtes Schreiben. Der Rechner des Redakteurs muss die Anzeige und Bearbeitung verschiedener Sprachen und Schriftsysteme unterstützen. Führt der Technische Redakteur auch das Übersetzungsmanagement durch, dann verwendet er häufig Translation Memory-Systeme.
Ein Redakteursarbeitsplatz kann leistungsstarke Hardware benötigen, wenn große Datenmengen (z. B. Bilder) verarbeitet werden müssen. Mehrere Bildschirme können die Arbeit erleichtern. Der Technische Redakteur muss häufig auch Scanner und Digitalkamera beherrschen. Darüber hinaus kann zur Softwaredokumentation der Einsatz von mehreren Rechnern sinnvoll sein, um die zu beschreibende Software ohne Beeinflussung des Arbeitsplatzrechners testen zu können.

### Arbeitsgebiet
In der immer stärker technisierten Welt gewinnt die Technische Dokumentation zunehmend an Bedeutung. Dem Technischen Redakteur eröffnet sich dabei ein sehr breites Tätigkeitsfeld, in der Gebrauchsgüterindustrie ebenso wie in Medizin, Maschinenbau, Elektrotechnik und Softwareentwicklung.
Technische Redakteure arbeiten auch in Abteilungen für „Unternehmenskommunikation“ oder „Marketing“, wo sie aufgrund ihrer Kompetenzen in Bezug auf die Ermittlung des Informationsbedarfs und der zielgruppengerechten Informationsaufbereitung gern eingesetzte Team-Mitglieder sind.
Weitere Tätigkeiten mit teilweise ähnlichen Anforderungen sind:
- Öffentlichkeitsarbeit
- Fachübersetzer Technik
- Technischer Lektor
- Wissenschaftsjournalist

### Voraussetzungen
Der Zugang zur Tätigkeit des Technischen Redakteurs ist nicht geregelt.
Qualifikationen können über ein entsprechendes Hochschulstudium, über Fortbildungen und über Umschulungen erlangt werden. Viele Technische Redakteure sind autodidaktische Quereinsteiger – einerseits Germanisten und andere Geisteswissenschaftler, andererseits Absolventen technischer und informationswissenschaftlicher Studiengänge.
Der Technische Redakteur muss neben technischem Basis- und Fachwissen vor allem pädagogische, sprachliche und didaktische Qualifikationen aufweisen. Er muss neugierig und flexibel sein, Freude am Schreiben und Gestalten haben, sowie gut mit unterschiedlichsten Zielgruppen und Kollegenkreisen umgehen können.
Neben der sicheren Beherrschung der Muttersprache sind Kenntnisse weiterer Sprachen vorteilhaft, je nach Internationalisierung des Arbeitgebers auch unverzichtbar.

### Normen und Vorschriften
Auf vielen Fachgebieten muss der Technische Redakteur gesetzliche Bestimmungen und (Industrie-)Normen berücksichtigen. Besonders stark sind die Bereiche reglementiert, bei denen Instruktionsfehler zu Personenschäden führen können. Das „klassische“ Beispiel ist der Maschinenbau.

#### ISO/IEC IEEE 82079-1:2021
Diese horizontale internationale Norm definiert die grundlegenden Anforderungen, die die Ersteller von Anwenderinformationen beachten sollen. Ihr Anwendungsbereich sind alle Arten von physischen Produkten (Geräte, Maschinen, Anlagen, Fahrzeuge, Flugzeuge, Schiffe etc.), Softwareprodukten (Anwendersoftware, Steuerungssoftware) und Services (Webseiteninhalte, Kundeninformationen, Patienteninformationen etc.). Die Norm wurde als Europäische Norm EN 82079 übernommen und ist in Deutschland als DIN EN 82079-1:2021 erschienen.

#### EU-Richtlinien „Maschinen“
Mit Inkrafttreten der Maschinenrichtlinie der EU zum 1. Januar 1993 wird innerhalb der Produkthaftung die Betriebsanleitung und Gebrauchsanweisung von Produkten als besonders wichtiges Instrument der Instruktionsverantwortung angesehen. Das bedeutet, seit Einführung des europäischen Binnenmarktes existieren rechtlich verbindliche Regelungen für die Mindestanforderungen an Aufgaben, Inhalte und Aussagen von Benutzerinformationen. Eine der Kernforderungen der Richtlinie ist die Erstellung einer „Technischen Dokumentation“, die dazu dient, die Einhaltung der technischen Anforderungen nachzuweisen. Sie ist unabdingbare Voraussetzung für die Abgabe von Konformitätserklärungen und die Anbringung des CE-Zeichens.
EU-Richtlinien wie die Maschinenrichtlinie binden die nationalen Regierungen. Diese haben den Inhalt der Richtlinien in ihre nationale Gesetzgebung einzubinden. In Deutschland geschah dies u. a. über das Produktsicherheitsgesetz (ProdSG).

#### VDI-Richtlinie
Die VDI-Richtlinie, wie auch die Industrienormen, sind von ihrer Natur her Empfehlungen. Industrienormen können aber vom Gesetzgeber zu bindenden Rechtsnormen erhoben werden, indem der Gesetzgeber sie als Maß für den Stand der Technik heranzieht und explizit z. B. in Ausführungsverordnungen nennt.
Die Richtlinie VDI 4500 besteht aus mehreren Blättern, die auf unterschiedliche Aspekte aus dem Spektrum der Technischen Dokumentation eingehen. Seit Erscheinen der ISO/IEC 82079-1:2012 verliert sie jedoch zunehmend an Bedeutung.
VDI 4500 Blatt 1: Technische Dokumentation – Benutzerdokumentation. Die Richtlinie gibt Hilfestellung für Art, Inhalt und Ausführung der externen Technischen Dokumentation, die auf Grund von Rechtsnormen, technischen Regeln oder öffentlichen Forderungen notwendig sind. Unter anderem sind rechtliche Anforderungen zur Produkthaftung, Umwelthaftung und Gerätesicherheit und damit verbundenen Dokumentationspflichten, internationalen Richtlinien, wie zum Beispiel über die CE-Kennzeichnung, und damit verbundenen Dokumentationspflichten, Normen zur Produktsicherheit, Produktdokumentation und Kundenforderungen zu beachten. Diese Richtlinie wendet sich an Geschäftsleiter und Führungskräfte sowie selbständige und angestellte Personen, die für die Erstellung von externer Technischer Dokumentation eines Produktes verantwortlich sind. Auf der Grundlage rechtlicher Anforderungen beschreibt die VDI 4500 Blatt 1 für diese Zielgruppe Mittel und Wege zum Erstellen von Externer Technischer Dokumentation, die den rechtlichen Vorgaben und dem Stand der Technik entsprechen und bei einer Überprüfung im Schieds- oder Schadensfall rechtlich bestehen kann.
VDI 4500 Blatt 2: Technische Dokumentation – Interne Technische Produktdokumentation. Die Richtlinie soll allen Verantwortlichen in Entwicklung, Konstruktion, Vertrieb und technischer Dokumentation eine Hilfestellung geben für Art, Inhalt und Ausführung unternehmensinterner Technischer Dokumentation, die auf Grund von Rechtsnormen, technischen Regeln oder öffentlichen Forderungen notwendig sind. Basis für die Ausarbeitung dieser Richtlinie ist der unternehmensinterne Entwicklungsprozess der Technischen Dokumentation als Teil des Informationsmanagement parallel zum Lebenszyklus eines Produktes. Auf der Grundlage rechtlicher Anforderungen beschreibt die VDI 4500 Blatt 2 Mittel und Wege zum wirtschaftlichen Erstellen einer internen Technischen Dokumentation, die dem Stand der Technik entsprechen und bei einer Überprüfung im Schieds- oder Schadensfall rechtlich bestehen kann.
VDI 4500 Blatt 3: Technische Dokumentation – Empfehlungen für die Erstellung und Verteilung elektronischer Ersatzteilinformationen. Die Richtlinie gibt Hilfestellung für die Erstellung und Verteilung von elektronischen Ersatzteilinformationen. Sie wendet sich an Geschäftsleitungen und Führungskräfte sowie an Sachbearbeiter, die für die Ersatzteildokumentation eines Produktes verantwortlich sind oder Ersatzteildokumentation erstellen. Vordringliches Ziel der Richtlinie ist es, die Basis für den Austausch von elektronischen Ersatzteilkatalogen zu schaffen. Diese Basis ist nicht branchenspezifisch und grundsätzlich in allen Bereichen der Technik anwendbar. Die VDI-Richtlinie bietet Standardisierungsempfehlungen und damit Lösungswege für die Nutzung durchgängiger einheitlicher Datenstrukturen und einheitliche Datenformate bei der Erstellung von Ersatzteilkatalogen, die für eine große Zielgruppe, insbesondere auch für kleine und mittelständischer Unternehmen, verwendbar sind.

#### tekom-Richtlinien
Die tekom-Richtlinien werden ehrenamtlich bearbeitet und innerhalb und außerhalb der tekom abgestimmt. Sie dienen als richtungweisende Arbeitsunterlage und Entscheidungshilfe. Ziel der tekom-Richtlinie ist es, Standards für die Technische Dokumentation zu schaffen und die Qualität mit Hilfe von Checklisten einzuschätzen.

## Ausbildungswege
In den USA gab es spätestens seit dem Zweiten Weltkrieg Studiengänge zu technical writing. Allerdings ging es dabei meist weniger um das Schreiben von Bedienungsanleitungen, als um unternehmens- oder projektinterne Dokumente.
In Deutschland startete der erste deutsche Studiengang zum Technischen Redakteur 1990 an der Hochschule Hannover. Aus- und Weiterbildungen zum Technischen Redakteur werden von verschiedenen privaten Instituten, Fachhochschulen und Universitäten angeboten.
Außerdem werden berufsbegleitende Weiterbildungen angeboten, z. B. an das Kontaktstudium Technische Dokumentation an der Hochschule Karlsruhe – Technik und Wirtschaft. Zusätzlich können Technische Redakteure nach entsprechender Qualifizierungsphase eine Zertifizierungsprüfung ablegen bei dem Fachverband für Technische Kommunikation, tekom e. V.
In der Schweiz kann Technikkommunikation seit 2006 als Vertiefung des Bachelorstudiengangs Angewandte Sprachen an der Zürcher Hochschule für Angewandte Wissenschaften in Winterthur studiert werden.

### Hochschulausbildung
Folgende Universitäten und Hochschulen im deutschsprachigen Raum bieten ein Studium bzw. eine Ausbildung zum Technischen Redakteur an:
| Stadt              | Universität/Hochschule                           | Abschluss       | Details |
| ------------------ | ------------------------------------------------ | --------------- | --- |
| Aachen             | RWTH Aachen                                      | Bachelor/Master | seit 1999 Magister (9 Semester) „Technische Redaktion“, seit 2008 Bachelor of Science (6 Semester) „Technik-Kommunikation“, seit 2010 konsekutiver Master of Science (4 Semester) „Technik-Kommunikation“: Kommunikationswissenschaft in Kombinationen mit einem technischen Fach (Maschinenbau, Werkstofftechnik, Informatik oder Elektrotechnik)                                                |
| Aalen              | Hochschule Aalen                                 | Bachelor        | 1998 bis 2006 Diplom, seit 2006 Bachelor of Engineering (7 Semester) „Technische Redaktion“ |
| Chemnitz           | Technische Universität Chemnitz                  | Bachelor        | früher Magister (9 Semester), seit 2014 als Bachelor-Studiengang „Informatik und Kommunikationswissenschaften“ |
| Flensburg          | Hochschule Flensburg (Fachhochschule)            | Bachelor/Master | Bachelorstudiengang „Internationale Fachkommunikation“ mit Ausrichtung Technischer Redakteur oder Technischer Übersetzer (7 Semester inkl. 1 Auslandssemester), Masterstudiengang „Internationale Fachkommunikation“ (3 Semester) |
| Furtwangen         | Hochschule Furtwangen                            | Bachelor        | Bachelorstudiengang „Dokumentation und Kommunikation“ in 7 Semestern (Bachelor of Science) in der Fakultät Product Engineering |
| Gießen             | Technische Hochschule Mittelhessen               | Master          | Masterstudiengang „Technische Redaktion und Multimediale Dokumentation“ (Master of Arts in Technical Communication) (4 Semester) |
| Graz               | FH Joanneum                                      | Master          | berufsbegleitender Masterlehrgang „Technische Dokumentation“ (Master of Science in Technical Documentation) (3 Semester) |
| Hannover           | Hochschule Hannover                              | Bachelor/Master | 1991 bis 2005 Diplomstudiengang (8 Semester), 2005–2010 Bachelor of Arts (6 Semester), seit 2010 Bachelor of Engineering (7 Semester); von 2005 bis 2009 berufsbegleitender Master of Arts (4 Semester) „Technische Redaktion“ |
| Hildesheim         | Stiftung Universität Hildesheim                  | Master          | Masterstudiengang „Internationale Fachkommunikation – Sprachen und Technik“ |
| Karlsruhe          | Hochschule Karlsruhe – Technik und Wirtschaft    | Bachelor/Master | Bachelor- und Masterstudiengang „Kommunikation und Medienmanagement“ mit fachlichem Schwerpunkt Technische Redaktion. Bachelor of Arts (7 Semester), Master of Science (3 Semester). |
| Dortmund und Krems | Universität für Weiterbildung Krems              | Master          | Seit 2005 berufsbegleitender Master of Science „Technische Kommunikation und Medienmanagement“ in Kooperation mit dem tecteam Bildungsinstitut, Dortmund (4 Semester, Mischung aus 18 E-Learning Telekursen und 5 Präsenzwochen in Dortmund und einer Woche in Krems). Zulassung möglich mit Abitur/Matura und 4-jähriger Berufserfahrung oder ohne Abitur/Matura mit 8-jähriger Berufserfahrung. |
| Köln               | Technische Hochschule Köln                       | Master          | Master of Arts „Terminologie und Sprachtechnologie“ mit Modulen zur Technischen Redaktion (4 Semester und 2-monatiges Praktikum) |
| Merseburg          | Hochschule Merseburg                             | Bachelor/Master | seit 1992 Studiengang „Kommunikation und Technische Dokumentation“, zunächst „Diplom-Technikredakteur (FH)“ (8 Semester), jetzt Technische Redaktion und E-Learning-Systeme (B.Eng.) 6 Semester und Master of Arts (4 Semester) „Informationsdesign und Medienmanagement“ |
| München            | Hochschule für Angewandte Wissenschaften München | Bachelor        | Bachelor of Engineering „Technische Redaktion und Kommunikation“ (7 Semester) |
| München            | Hochschule für Angewandte Sprachen München       | Bachelor        | Bachelor of Arts „Medien- und Technikkommunikation“ (7 Semester) |
| Rostock            | Universität Rostock                              | Master          | berufsbegleitender Master of Arts „Technische Kommunikation“ (5 Semester, Blended Learning mit hauptsächlich Selbststudium, Online-Phasen, 2–4 Wochenendseminare pro Semester, meist fakultativ) |
| Wels               | FH Wels                                          | Bachelor        | seit 2009 Produktdesign und Technische Kommunikation (PDK), Bachelor of Science in Engineering, 6 Semester |
| Winterthur         | Zürcher Hochschule für Angewandte Wissenschaften | Bachelor        | seit 2006 Bachelor of Arts (6 Semester) „Angewandte Sprachen: Vertiefung Technikkommunikation“ |

### Volontariat
Der Fachverband für Technische Kommunikation tekom bietet seit 2002 ein zweijähriges Volontariat an. Die praktische Ausbildung erfolgt in der Technischen Redaktion in einem Betrieb. Sie wird durch Online-Kurse, Selbststudium und Präsenzschulungen ergänzt, für die Durchführung ist das tecteam Bildungsinstitut verantwortlich. Die für die Zertifizierung notwendige Prüfung erfolgt durch die tekom.

## Arbeitsbedingungen
Der Beruf des Technischen Redakteurs kann als Angestellter, Selbstständiger oder Freiberufler ausgeübt werden. Angestellte arbeiten meist in Industriebetrieben (z. B. Maschinenbau, Elektrotechnik), in IT-Unternehmen oder bei Dienstleistern für Technische Dokumentation. Die Anerkennung als Freiberufler setzt eine entsprechende Vorbildung voraus (z. B. Dipl.-Ing.), führt aber immer wieder zu Problemen.

## Berufsverbände
- Die Gesellschaft für Technische Kommunikation – tekom e. V. ist der deutsche Berufsverband für Technische Kommunikation
- Die European Association for Technical Communication – tekom Europe e. V. ist der europäische und gleichzeitig weltgrößte Fachverband für Technische Kommunikation und Dokumentation. Sowohl der deutsche Fachverband als auch die italienische COM&TEC sind Mitglieder der tekom Europe. Grundsätzlich ist die tekom Europe in Landesverbände gegliedert. Zurzeit gibt es die Landesverbände tekom Belgium, tekom Bulgaria, tekom Danmark, tekom France, tekom Israel, tekom Magyarország (Ungarn), tekom Österreich, tekom Polska, tekom Romania und tekom Türkiye. Weitere Landesverbände befinden sich in Gründung.
- Die Schweizerische Gesellschaft für technische Kommunikation (kurz TECOM Schweiz) ist der schweizerische Verband, der mit der deutschen tekom zusammenarbeitet.
- In einigen anderen europäischen Ländern gibt es kleinere Berufsverbände, etwa in Großbritannien (ISTC), Frankreich, Schweden, Finnland oder Portugal (APCOMTEC)[9].
- Weitere Organisationen, die sich mit Technischer Kommunikation befassen, gibt es in Australien, China (CAS), Indien (TWIN), Japan (JTCA), Korea (KTCA), Neuseeland und den in den USA die Society for Technical Communication (STC)[10].